# Мері Морстен
Ме́рі Мо́рстен (англ. Mary Morstan, нар. в 1860 або 1861 році, померла між 1893-м і 1894 роками) — персонаж творів шотландського  письменника Артура Конан Дойля, дружина доктора Вотсона.
Вперше з'являється в творі «Знак чотирьох», як клієнтка Шерлока Холмса.

## Біографія
До сімнадцяти років виховувалася в приватному пансіоні в Единбурзі.
Мері повинна була успадковувати багатства, але в останній момент вони виявилися загублені. Відразу після того як це з'ясувалося, Вотсон зізнався їй у коханні. Згодом вони вирішили одружитися, чим був надзвичайно засмучений Холмс.
Смерть Мері Морстен лише згадана. Після її смерті Вотсон перебирається назад на Бейкер-стріт.

## У кіно
- У фільмі Гая Річі Морстен тільки познайомилася з Холмсом, хоча дія розгортається після «Знаку Чотирьох».

- У радянському серіалі режисера Ігоря Масленикова роль Мері Морстен зіграла Катерина Зінченко.